# NGC 7302
NGC 7302 este o galaxie situată în constelația Vărsătorul. A fost descoperită în 3 octombrie 1785 de către William Herschel. Se află la o distanță de 24,32 de megaparseci de Pământ.